# 独龙小檗
独龙小檗（学名：Berberis taronensis）为小檗科小檗属的植物，是中国的特有植物。分布在中国大陆的西藏、云南等地，生长于海拔2,030米至2,600米的地区，见于林缘、山坡灌丛中及林下，目前尚未由人工引种栽培。